# Podšpilje
Podšpilje je malá vesnice v obci Komiža v Chorvatsku, v Splitsko-dalmatské župě. V roce 2021 měla 10 obyvatel. Počet obyvatel je klesající, v roce 2001 měla 14 obyvatel. Vesnice je situována ve vnitrozemí ostrova Vis. Ve vesnici je kostel, bývalé kulturní středisko, škola (nyní bez studentů) a vinařství.
Podšpilje je také název pro skupinu vesnic v jihozápadní části ostrova Vis, na úpatí nejvyššího vrcholu ostrova Hum (587 m). Administrativně patří do města Komiža, od kterého jsou vzdáleny deset kilometrů. Dalšími vesnicemi patřícími do této skupiny jsou Borovik, Duboka, Podhumlje a Žena Glava. Pro celou oblast je někdy užíván i název Gornje Polje nebo Komiško Polje. V roce 2001 žilo v celé oblasti Podšpilje pouze 129 obyvatel, z nichž většina byla starší 65 let. Před druhou světovou válkou zde žilo více než 700 obyvatel, kteří se zabývali především vinohradnictvím a pěstováním oliv. Skutečný exodus nastal v šedesátých 60. letech 20. století, kdy se do Splitu přestěhovala téměř celá populace oblasti  v produktivním věku, neboť na ostrově proměněném ve vojenskou základnu nemohla najít práci. Po návratu menší části z ních v devadesátých letech 20. století se začala v oblasti rozvíjet venkovská turistika. Přímo pod Humem je známá Titova špilja, jeskyně, která byla v roce 1944 vrchním velitelstvím partyzánské armády a sídlem Titovy vlády.